# Raúl Alcalá
Raúl Alcalá Galleros (Monterrey, 16 februari 1964) is een Mexicaans voormalig wielrenner. Alcalá is vooral bekend als klimmer.

## Carrière
Hij werd prof in 1985. Zijn eerste opvallende notering was de tweede plaats in het Kampioenschap van Zürich van 1986. Hij was drie keer winnaar van de inmiddels niet meer bestaande Ronde van Mexico. Hij won ook de Clásica San Sebastián in 1992, maar zijn grootste successen behaalde hij in de Ronde van Frankrijk. Hij won in totaal twee etappes. In 1989 de derde van Luxemburg-stad naar Francorchamps en een jaar later de zevende van Vittel naar Épinal en hij droeg een tijdje de bolletjestrui. Zowel in 1989 als 1990 werd hij achtste, zijn beste klassering. Hij boekte deze successen in de PDM-ploeg. In 1994 stopte hij met wielrennen.
In april 2001 was hij in het nieuws nadat hij was bestolen van zijn Tourmedailles en 20 miljoen peso aan juwelen.
In oktober 2008 maakte de dan 44-jarige Raúl Alcalá zijn rentree. Hij eindigde als 52ste in de eerste etappe van de Ronde van Chihuahua.
Alcalá werd in augustus 2010, op 46-jarige leeftijd, nationaal kampioen tijdrijden van Mexico.

## Belangrijkste overwinningen
1986
- 8e etappe Coors Classic
- Proloog Redlands Bicycle Classic
- 2e etappe Rocky Mountains Classic

1987
- Proloog, 1e en 16e etappe Coors Classic
- Eindklassement Coors Classic
- 1e etappe Ronde van Trentino

1989
- 3e etappe Ronde van Frankrijk
- 10e, 11e, 14e en 15e etappe Ronde van Mexico
- Eindklassement Ronde van Mexico

1990
- 7e etappe Ronde van Frankrijk
- 1e etappe deel A Ronde van Asturië
- Eindklassement Ronde van Asturië
- 7e en 14e etappe Ronde van Mexico
- Eindklassement Ronde van Mexico

1991
- 5e etappe deel A Ronde van het Baskenland

1992
- Clásica San Sebastián
- 3e etappe Catalaanse Wielerweek

1993
- 11e etappe Tour DuPont
- Eindklassement Tour DuPont
- 5e etappe Ronde van Burgos
- Proloog en 3e etappe Dauphiné Libéré

1994
- Proloog Tour DuPont
- 9e etappe Ronde van Mexico
- Eindklassement Ronde van Mexico

2010
- Mexicaans kampioen individuele tijdrit, Elite

## Resultaten in voornaamste wedstrijden
| Jaar | Ronde van Italië | Ronde van Frankrijk | Ronde van Spanje |
| ---- | ---------------- | ------------------- | ---------------- |
| 1986 |                  | 114e                |                  |
| 1987 |                  | 9e                  |                  |
| 1988 | 14e              | 20e                 |                  |
| 1989 |                  | 8e (1)              |                  |
| 1990 |                  | 8e (1)              |                  |
| 1991 |                  | opgave              | 7e               |
| 1992 |                  | 21e                 | 8e               |
| 1993 |                  | 27e                 |                  |
| 1994 | opgave           | 70e                 |                  |

| Jaar | Milaan-San Remo | Gent-Wevelgem | Amstel Gold Race | Luik-Bast.‑Luik | Ronde van Lombardije | Kampioenschap van Zürich | Waalse Pijl | Clásica San Sebastián |  | WK op de weg |  | Wereldranglijsten |
| ---- | --------------- | ------------- | ---------------- | --------------- | -------------------- | ------------------------ | ----------- | --------------------- |  | ------------ |  | ----------------- |
| 1986 |                 |               |                  |                 |                      |                          |             |                       |  | 50e          |  |                   |
| 1987 |                 | 59e           | 68e              | 45e             |                      | ↑                        |             |                       |  |              |  | 18e (SPP)         |
| 1988 |                 |               |                  |                 |                      | 64e                      |             | 8e                    |  | opgave       |  | 67e (UWB)         |
| 1989 | 55e             |               | 74e              | 73e             | 4e                   | 5e                       |             |                       |  | 12e          |  | 11e (UWB)         |
| 1990 | 67e             |               | 32e              | 17e             | 50e                  |                          | 8e          | 94e                   |  |              |  |                   |
| 1991 |                 |               | 60e              | 6e              | 35e                  | 30e                      | 21e         | 126e                  |  | 49e          |  |                   |
| 1992 | 38e             |               |                  | 11e             | 4e                   | 50e                      | 39e         | ↑                     |  | opgave       |  | 4e (UWB)          |
| 1993 | 23e             |               |                  | 47e             | 54e                  | 75e                      |             | 18e                   |  | opgave       |  |                   |
| 1994 | 23e             |               |                  | 40e             |                      |                          | 11e         | 38e                   |  |              |  |                   |